# BTG Pactual
Banking and Trading Group Pactual (BTG Pactual) é um banco de investimento brasileiro, especializado em capital de investimento e capital de risco, além da administração de fundos de investimento, de gerenciamento de patrimônio, e de ativos globais - investment banking, wealth management e global asset management. O BTG Pactual é uma empresa de capital aberto administrado por uma aliança, que atualmente possui mais de 290 parceiros e associados, e foi o resultado da aquisição do banco UBS Pactual pelo BTG Investments.
O banco foi fundado em 1983 e tem como sede o seu escritório na Praia de Botafogo, na cidade do Rio de Janeiro, e na Avenida Brigadeiro Faria Lima, em São Paulo. Além disso, tem escritórios em outros centros financeiros globais como Nova Iorque, Londres e também na América Latina. Está presente em, ao menos, doze países, como EUA, Chile, México, Reino Unido, Portugal, Argentina, Colômbia e Peru.
O banco opera em diversos segmentos, como Investment Banking, Corporate Lending, Sales & Trading, Wealth Management e Asset Management. O banco atua também em investimentos proprietários (tanto na classe de ativos líquidos, quanto na de ativos não líquidos). Além disso, é um dos maiores gestores de ativos florestais do mundo, com investimentos nos EUA, América Latina, Europa e África. É reconhecido por ser um dos principais bancos de investimento nos mercados emergentes, o maior banco de investimento independente da América Latina e a maior gestora de ativos do Brasil.
Em julho de 2014, o banco alcançou a marca de US$ 200 bilhões em ativos totais. O BTG Pactual é controlado pelo Conselho de Administração, composto pelos sócios Roberto Sallouti (CEO), Nelson Azevedo Jobim, Eduardo Henrique de Mello Motta Loyo, Guillermo Ortiz Martínez, John Huw Gwili Jenkins, Mark Maletz, João Marcello Dantas Leite, Sofia De Fátima Esteves e André Esteves, que, em abril de 2022, foi reconduzido à presidência do Conselho de Administração do banco, como Chairman.

## História
A Pactual DTVM foi fundada em 1983, no Rio de Janeiro, por Luiz Cezar Fernandes, André Jacurski e Paulo Guedes, sendo que sua atividade inicial e primordial era proprietary trading e securities sales and trading. Desde o primeiro dia, os sócios-fundadores acordaram que a nova organização financeira se fundamentaria em conceitos como partnership meritocrático, hard-working, hands-on e empreendedorismo. Periodicamente, todos os colaboradores, inclusive os sócios, recebiam uma nota pelo desempenho individual e pela aderência aos valores e cultura, que culminava na atribuição de um bônus. Aqueles que tivessem desempenho diferenciado ao longo do tempo, um fator crítico para o sucesso do negócio, eram convidados a tornarem-se partners por meio da compra de ações.
Em junho de 1998, a empresa passou por alterações societárias que resultaram na substituição dos ex-diretores executivos por uma equipe liderada por André Esteves, Eduardo Plass, Marcelo Serfaty e Gilberto Sayão. A mudança na administração também deu ao banco uma nova direção estratégica e começou a desenvolver os seus negócios de client facing (asset management, investment banking e wealth management) como uma forma de diversificar suas fontes de receita e criar uma franquia nos mercados financeiros brasileiros.
Em dezembro de 2006, o Pactual foi vendido para o banco suíço UBS por US$ 3,1 bilhões se tornando o UBS Pactual. A maioria dos executivos antigos continuou na nova empreitada, sendo que vários deles, inclusive o próprio André Esteves, assumiram posições no UBS no exterior. André Esteves se tornou o Chefe Global de Renda Fixa e morou em Londres entre 2007 e 2008. Em junho de 2008, André Esteves deixou UBS para fundar a BTG Investments, uma sociedade alternativa de asset management, junto com outros nove sócios-fundadores do UBS A.G. e do UBS Pactual, além de Pérsio Arida, ex-presidente do Banco Central. A empresa atuava em investimentos macro e de private equity globais.
Em maio de 2009, BTG Investments fechou a aquisição do UBS Pactual por US$ 2,5 bilhões (uma transação que finalmente foi finalizada e homologada pelo Banco Central do Brasil em outubro do mesmo ano). Vários sócios antigos do Banco Pactual continuaram na nova instituição nomeada de BTG Pactual.
Desde a aquisição, o BTG Pactual vem crescendo, com o seu lucro anual passando de R$ 1,3 bilhão em 2009 para R$ 3,3 bilhões em 2012, e de um patrimônio líquido de R$ 5,1 bilhões em 2009 para R$ 14,1 bilhões em 2012. Em 2016, o lucro anual foi de R$ 3,325 bilhões e um patrimônio líquido estimado em R$ 18,1 bilhões.
Em dezembro de 2010, o banco passou por uma captação de recursos que lhe trouxe US$ 1,8 bilhão em equity investments de um consórcio de investidores internacionais incluindo fundos de Sovereign Wealth (CIC, da China, GIC, de Singapura e ADIC, de Abu Dhabi), famílias estratégicas (Mottas, de Panamá, Rothschilds da Inglaterra, Agnelli da Itália e Santo Domingo de Colômbia) e investidores institucionais (Ontario Teachers’ Pension Plan e J.C. Flowers & Co.). Os sócios do BTG Pactual mantiveram o controle do banco, com uma participação de aproximadamente 80% do seu capital.
Em janeiro de 2011, o BTG Pactual comprou uma participação de controle no Banco Panamericano (atual Banco PAN) por R$ 450 milhões, uma instituição financeira problemática, do Grupo Silvio Santos. A aquisição lhe deu uma participação acionária de 34,64% no Panamericano, com 51% do capital votante e um acordo de controle conjunto com a Caixa Econômica Federal (CEF). Pelo acordo, a CEF aceitou manter sua participação no Panamericano e lhe oferecer financiamento por um período de oito anos, sustentando assim o seu negócio futuro.
Em dezembro de 2011, o banco fechou a aquisição da Brazilian Finance & Real Estate por R$ 1,2 bilhão, uma gestora de ativos local e também uma financeira com foco no setor imobiliário. Com a aquisição, BTG Pactual se tornou a maior administradora brasileira de fundos de investimento dedicados ao setor imobiliário e um player relevante no setor. Desde 2012, o BTG Pactual mantém a liderança nesta categoria. Sob a gestão ou administração do BTG Pactual, estão 42 fundos imobiliários com patrimônio de R$ 11,6 bilhões.
Em abril de 2012, BTG Pactual se tornou uma empresa listada na bolsa, captando R$ 3,656 bilhões junto aos investidores da B3 numa oferta primária incluindo ações de duas entidades diferentes: o Banco BTG Pactual S.A, que controla as operações de investment banking, e o BTG Pactual Participations, uma empresa offshore para investimentos líquidos e ilíquidos criados para fins de planejamento tributário. O BBTG12, o ticker na Bovespa, compõe três ações de cada entidade. Os investidores de private placement (colocação privada) e de IPO agora detém uma participação conjunta de aproximadamente 30% no banco. A IPO do BTG Pactual foi considerada, na época, a maior do Brasil desde 2009.
No mesmo ano, o BTG Pactual concluiu a aquisição de duas operações relevantes de serviços financeiros. A primeira foi a Celfin Capital, um banco de investimento chileno adquirido por US$ 245 milhões e concretizou a estratégia do BTG Pactual de se tornar um banco de investimento líder na região, com escritórios no Chile e no Peru. Em junho de 2012, comprou a Bolsa y Renta, uma corretora colombiana por US$ 52 milhões, assim permitindo ao banco estabelecer uma presença nas economias mais importantes da América Latina.
Em julho de 2014, fez duas aquisições na Europa: a primeira foi a resseguradora britânica Ariel Re comprada pelo BTG por um valor não divulgado; e adquiriu também por US$ 1,7 bilhão (cerca de R$ 4 bilhões) o banco suíço BSI. Com a aquisição o BTG Pactual expandiu suas operações na Europa.
Desde 2015, Roberto Sallouti é CEO do BTG Pactual. A gestão do banco preservou a estrutura de uma sociedade, onde todos os sócios são executivos com responsabilidade no dia-a-dia da organização. Os percentuais da sociedade são revisados anualmente, de acordo com o desempenho individual de cada um, e novos sócios são convidados para entrar na sociedade.
Em 2016, o banco lançou sua nova plataforma de investimentos online, o BTG Pactual Digital. Nela, o cliente poderá investir em fundos e comprar títulos privados — letras de crédito imobiliário e do agronegócio (LCIs e LCAs), letras financeiras e Certificados de Depósito Bancário (CDBs).
Em 2017, devido ao contexto nacional, o banco conseguiu tomar decisões vistas como um caso de sucesso no mercado financeiro. Atualmente, a instituição financeira está em um processo de ascensão, e seu valor de mercado do BTG aumentou chegando a R$ 71,6 bilhões.
Em 2020, o BTG Pactual iniciou o processo de integração entre sua plataforma digital e a divisão de banco de varejo para entrar no mercado de forma mais agressiva e brigar com outras empresas e com as fintechs. O aplicativo BTG Mais, pensado para essa atuação mais abrangente no varejo, só deve ser publicado no início de 2021.
Em setembro de 2020, a instituição tornou-se o primeiro banco de investimento da América Latina a aderir aos Princípios de Responsabilidade Bancária da Organização das Nações Unidas (UNEP FI), que promove o alinhamento de bancos aos Objetivos para o Desenvolvimento Sustentável (ODS) das Nações Unidas e com o Acordo de Paris.
Em 2021, Esteves e Sallouti, chairman e CEO do banco, fundaram o Instituto de Tecnologia e Liderança  com apoio institucional do BTG Pactual, para oferecer formação superior a estudantes na área de Tecnologia, com ênfase em Computação, Negócios e Liderança.
Em junho de 2023, o BTG Pactual fez a maior emissão de Certificados de Recebíveis do Agronegócio (CRAS) da história do mercado brasileiro, no valor de R$ 3,5 bilhões. No mesmo ano, o banco lançou conta em dólar e conta de investimento no exterior, uma plataforma internacional integrada aos apps Banking e Investimentos, com a possibilidade de investir nas bolsas dos Estados Unidos. Até o terceiro trimestre do ano, os ativos sob Administração atingiram o marco de R$1,5 trilhão, com 25% de crescimento a.a.

## Linhas de Negócio

### Investment Banking
O BTG Pactual é líder em assessoria financeira (fusões e aquisições, ou M&A) e em subscrição de títulos (mercados de capital de dívida e de renda variável – ou, DCM e ECM) desde 2009. O banco assessorou transações importantes como a venda da cervejaria Schincariol para a empresa japonesa Kirin, e a maioria dos IPOs e ofertas secundárias realizados no mercado brasileiro.

### Corporate Lending(Empréstimos e Financiamentos)
Envolve o financiamento e estruturação de garantias de créditos e empréstimos para empresas. O banco tem crescido neste mercado de forma exponencial desde as suas capitalizações de 2009 e 2012, e permanece bem desalavancado pelas métricas da Basileia (BIS).
A carteira de Corporate e SME Lending possui a área de special situations do BTG, que oferece crédito para pequenas, médias e grandes empresas. Com foco na aquisição e recuperação de carteiras de crédito inadimplidos, a equipe de situações especiais também é responsável pela compra de ativos financeiros alternativos que, em tese, oferecem alta possibilidade de recuperação com o turnaround a ser praticado. Dentro desse escopo, em março de 2022, o BTG anunciou a aquisição da massa falida do Banco Econômico, que quebrou em 1995 e está ainda em regime de liquidação extrajudicial, após vencer o leilão realizado pelo BNDES e Fundo Garantidor de Créditos (FGC).

### Sales and Trading
A primeira linha de negócio a ser desenvolvida, o Sales and Trading, oferece produtos e serviços a um grupo diverso de clientes nos mercados locais e internacionais, incluindo serviços de formação de mercado (market making), corretagem, compensação e derivativos, juros, câmbio, renda variável, energia e commodities para os fins de hedging e trading.

### Asset Management
O banco administra ativos através de um amplo leque de classes de ativos para clientes locais e internacionais. Esses produtos estão divididos em estratégias, como: Renda Fixa, Renda Variável, Hedge Funds, Private Equity, Infraestrutura, Imóveis, Ativos Florestais. O banco consolidou uma presença relevante no mercado de fundos long-only, também no mercado de administração de fundos de hedge globais através do seu carro-chefe, o fundo GEMM Fund, que administra US$ 22 bilhões ao redor do mundo e está entre os 20 fundos mais rentáveis do mundo, tendo sido considerado o Melhor Fundo Macro, pela EuroHedge, em 2010 e 2012.

### Wealth Management
Em 2014, o BTG Pactual era um dos líderes em gestão de patrimônio no Brasil, com R$ 70,5 bilhões sob gestão do banco. Seus serviços vão de asset management a assessoria de planejamento patrimonial no Brasil, no Chile, na Colômbia e na Europa.

### Ativos Florestais
O BTG Pactual Timberland Investiment Group (TIG) é um dos maiores gestores de ativos florestais do mundo, com investimentos nos EUA, América Latina, Europa e África. Possuem vários investidores, incluindo fundos de pensão, companhias de seguros, endowments, além de family offices dos EUA, Europa, América Latina e Oriente Médio.

### Participations
É o meio constituído para realizar diversos investimentos em posição proprietária, incluindo investimentos estrangeiros e alguns brasileiros. O banco investe seu capital em dois segmentos: private equity e principal investments. As atividades de private equity referem-se à gestão de investimentos realizados em ações de sociedades de capital fechado ou aberto cuja ação não pode ser negociada livremente em bolsas de valores e o capital é financiado por outros investidores qualificados e pelo próprio banco. A divisão principal investments dedica-se às atividades de investimento em posição proprietária em instrumentos financeiros e imobiliários no Brasil e no mundo. O BTG Pactual possui participações nas seguintes empresas:
- Banco Pan S.A.
- Pan Corretora de Seguros Ltda.
- Too Seguros S.A.
- Galgo S.A.
- Enforce Gestão de Ativos
- TTG Brasil Investimentos Florestais
- ReSale Tecnologia e Serviços
- Banco Sistema
- BASTEC Tecnologia e Serviços.
- Prime Oil and Gas B.V.
- Eneva
- Signal Capital Participações
- Ourinvest
- Perfin Administração de Recursos
- Clave Capital Holding
- Clave Gestora  de Recursos
- Necton Investimentos
- FXC Corretora de Valores
- Kinvo Tecnologia da Informação
- Vitreo Holding
- Empiricus Research Publicações
- Engelhart CTP Group

## BTG Pactual Investimentos e Banking
O BTG Pactual Digital foi um projeto iniciado em janeiro de 2014, aprovado no comitê executivo do banco em julho de 2014  e foi implantado em quatro fases: março de 2015 - funcionários, outubro de 2015 - clientes existentes, junho de 2016 - family & friends de funcionários e, finalmente, dezembro de 2016 - público em geral.
Lançado como uma plataforma digital para clientes de alta renda, o BTG Digital ganha cada vez mais importância dentro do BTG Pactual. O UBS estima que o BTG Digital valia R$ 12 bilhões, em 2020.
Essa plataforma de investimentos online buscava atrair clientes a partir de R$ 3.000,00 - um público até então jamais atendido diretamente pelo banco, cujo foco sempre se manteve em grandes investidores nacionais e estrangeiros. Nesse segmento, o cliente de varejo passou a ter acesso a fundos de investimento, produtos de renda fixa (CDB, LCA, LCI e LF), previdência privada (PGBL e VGBL) e COE - Certificado de Operação Estruturada. A marca foi criada para  funcionar como uma startup dentro do banco com foco em User Experience para testar novos terrenos de negócios.
Em 2022, o BTG Digital deixou de ser uma marca em paralelo e passou a integrar o BTG Pactual, que unificou todas as marcas e integrou as contas de pessoas jurídicas às de pessoas físicas e todos produtos e serviços bancários de varejo do conglomerado. Essa integração entre as contas bancárias e de investimento de pessoas físicas sob a marca BTG Pactual foi concluída em 2023.
O Banco diz apostar no atendimento direto aos novos clientes, com uma equipe própria montada para atender os novos clientes que não conseguirem dirimir as dúvidas pelo próprio aplicativo. Apesar do foco em clientes de alta renda, não há exigência de renda mínima e todo o processo é feito pela internet e os investimentos, pelo celular.

## Boostlab
O BTG Pactual criou um programa de apoio a startups, desenvolveu uma área específica de venture debt para oferecer crédito às empresas iniciantes, e iniciou a captação de um fundo para investir em gestoras de venture capital globais e latino-americanas.
O boostLAB é o programa do Banco BTG Pactual para conexão e potencialização de startups em nível avançado. A revista Global Finance considerou o programa como um dos 25 melhores centros de inovação financeira do mundo, na categoria “The Innovators2019”. O foco do hub de negócios é scale-ups e startups, que possuam no mínimo dois sócios, que estejam com produto pronto, tração e vendas recorrentes e queiram resolver problemas reais de maneira escalonada, elas podem já ter recebido aportes de nível Seed Series A ou mais. Participam do programa como mentores os sócios e executivos do próprio BTG Pactual, além de uma série de empresários de renome, inclusive do Vale do Silício.
Além do boostLAB, o BTG Pactual investe em algumas das startups que participam das rodadas do programa. A ideia do banco é aproximar-se na origem dessas startups e oferecer-lhes serviços como câmbio e crédito, ajudá-las a desenvolver-se e alcançar fases mais avançadas, quando forem captar mais capital, vender participações ou o controle em processos de fusões e aquisições ou abrir o capital.
Em agosto de 2020, o boostLab realizou a sexta edição de seu programa de potencialização de startups em nível avançado, selecionando oito startups, sendo elas: Acordo Certo, Atta, Belvo (a primeira fora do Brasil), Conta Simples, iClubs, Ludos Pró (edtech), Provi e Rede Compras.
As edições do programa são semestrais, com encontros mensais, em cada um deles é abordado um tema e no final do período há um encontro com vários investidores do mercados para os empreendedores fazerem suas apresentações, conseguirem aportes e fecharem negócios. Em 2023, o boostLab chegou a 82 startups potencializadas, das quais cerca de 70% fizeram algum tipo de negócio com o BTG.  Nessa edição, todas empresas selecionadas receberam investimentos, que podiam chegar até R$ 1,5 milhão. Desde o início do programa, em suas 11 edições, foram mais de 3,5 mil empresas inscritas. O programa de pontecialização foi vencedor do prêmio World's Best Financial Labs 2023, premiação da Global Finance, sendo premiado pelo 5º ano consecutivo.
| 1ª edição             | 2ª edição | 3ª edição    | 4ª edição  | 5ª edição           | 6ª edição     | 7ª edição  | 8ª edição     | 9ª edição   | 10ª edição   | 11 edição   |
| --------------------- | --------- | ------------ | ---------- | ------------------- | ------------- | ---------- | ------------- | ----------- | ------------ | ----------- |
| Neurotech             | Bxblue    | Stilingue    | A55        | Ahgora              | Acordo Certo  | Brelo      | Dattos        | Advance     | Bornlogic    | Data Rudder |
| Agronow               | Nexoos    | Allya        | BizCapital | Airfluencers        | Atta          | Condoconta | Diretrix      | Agroforte   | DEEP ESG     | ElloX       |
| Clicksign             | VirtusPay | Rock Content | Diin       | Celcoin             | Belvo         | Inflr      | Galax Pay     | Ali Crédito | Em Casa      | Fluid       |
| Finpass (antiga F(X)) | Ewally    | Smarttbot    | Levee      | Conciliadora        | Conta Simples | Kria       | Iu Pay        | BHub        | Finansystech | LastLink    |
| Liber Capital         | Digesto   | Resale       | Mobills    | Dootax              | iClubs        | Leoa       | Jota          | Dio         | Flourish     | Streamshop  |
| Zigpay                | Omie      | Bela         | Netlex     | LinkApi Solutions   | Ludos Pró     | MeuTudo    | Kor Solutions | Inspectos   | Paga Leve    | Turivius    |
|                       |           | Zen Finance  | Tail       | Noverde             | Provi         | NeuralMind | Linker        | Klavi       | Stonoex.     |             |
|                       |           | Gyra+        | Vindi      | Refinadora de Dados | Rede Compras  | Spin Pay   | Parcelex      | Legiti      |              |             |
|                       |           |              |            |                     |               | Wevo       |               | Mola        |              |             |

## Enfrentamento à Covid-19
Com a pandemia de coronavírus e os impactos negativos causados em todo o mundo, o BTG, junto com outras empresas, vem realizando doações para diversas organizações e hospitais de referência em mais de sete estados do Brasil. A instituição financeira e seus sócios doaram R$ 50 milhões (50% do banco e 50% dos sócios) para projetos de combate ao novo Covid-19 em duas frentes: apoio social e apoio ao sistema de saúde. Os recursos estão sendo destinados ao apoio a profissionais de saúde e equipamentos, aumento na capacidade de leitos, suporte aos mais vulneráveis e fomento à testagem em larga escala.
Por conta da situação de crise, o banco de investimentos começou a realizar uma variedade de entrevistas e vídeos sobre o mercado financeiro para aqueles que desejam informar-se sobre o impacto econômico e financeiro do novo coronavírus no Brasil. Segundo André Esteves, sênior partner do BTG Pactual, “optamos por unir forças com a sociedade, potencializando iniciativas plurais que já estão em andamento e são de extrema importância.” O banco também aderiu ao movimento "Não Demita" no Brasil, contratando 247 novos colaboradores em 2020.

## BTG Soma
É um programa, iniciado em setembro de 2020, para apoiar a profissionalização e a aceleração do crescimento de ONGs (organizações não-governamentais) e OSCs (organizações da sociedade civil) do BTG Pactual. Ele oferece mentoria, workshops e capacitação com conceitos aplicáveis em marketing, planejamento estratégico, modelos de negócios, finanças, avaliação de impacto, propostas de expansão e captação de recursos para as entidades. A Ação Social para Igualdade das Diferenças (ASID Brasil) apoiará o projeto com sua consultoria.
Até o final do ano de 2020, pretende-se escolher cinco entidades para participar da aceleração e, a partir de 2021, serão dez instituições por ano, já que o acompanhamento personalizado terá duração de 12 meses. A primeira fase do BTG Soma foca nas instituições ligadas a Empreendedorismo, Educação e Meio Ambiente.
O projeto foi elaborado durante o processo de doações para o enfrentamento à COVID-19, o banco percebeu que havia uma demanda por consultoria para profissionalização de processos nas ONGs e OSCs. O BTG Soma foi vencedor do Prêmio Aplaude 2023, na categoria melhor iniciativa de  Voluntariado do Ano.

## Meio Ambiente
O BTG Pactual faz parte do Índice CDP Brasil - Resiliência Climática (ICDPR-70), que mensura o desempenho dos papéis de empresas com práticas diferenciadas em gestão climática, alinhado às tendências globais e recomendações de acordos internacionais. Além disso, o banco recebeu o título de Melhores Iniciativas de Financiamento Verde do mercado emergente pela Global Finance.

## Prêmios
- Melhor Banco Privado Regional; Melhores Serviços de Family Office; Melhor para a Nova Geração e Melhor em Sustentabilidade na América Latina pela Euromoney (2024)[105]
- Melhor Banco Privado Nacional e Melhor em Sustentabilidade no Brasil pela Euromoney (2024)[106]
- Melhor Banco Privado Internacional; Melhores Serviços de Family Office e Melhor em Planejamento de Sucessão no Chile pela Euromoney (2024)[106]
- Melhor para a Nova Geração na Colômbia pela Euromoney (2024)[106]
- Melhor Banco de Investimento para Financiamento de Infraestrutura pela Global Finance (2024)[107]
- Melhor Banco de Ações pela Global Finance (2024)[108]
- Melhor Banco para ESG pela Global Finance (2024)[109]
- Melhor Banco Privado do Brasil, Chile e Colômbia pela World Finance (2024)
- Melhor Client Reporting Platform na América Latina pela PWM Wealth Tech Award (2024)[110]
- Melhor Wealth Management Provider pela World Finance (2024)[111]
- Melhor Inovação em Produto ou Serviço, na categoria Bancos, pela Fintech Americas (2024)[112]
- Prêmio Consumidor Moderno - Destaque em Excelência em Atendimento e Experiência do Clienteː  Neobancos em Atendimento Banking; Plataforma de Investimento em Atendimento Investimentos; Serviços Financeiros em Atendimento PME (2024)[113]
- Iniciativa do Ano - Título de Sustentabilidade pelo Environmental Finance's Sustainable Debt Awards (2024)[114]
- Melhor Banco para Mercado Imbobiliário e Melhor Gestor de Investimentos Imobiliários pela Euromoney Real Estate Awards (2024)[115]
- Melhor Banco de Infraestrutura Sustentável do Ano pela Latin Finance (2024)[116]
- Melhor Negócio Corporativo em Moeda Local do Ano e Melhor Oferta Subsequente de Ações do Ano pela Latin Finance (2024)[117]
- Melhor Banco para Negociação de Commodities e Câmbio pela Global Finance (2024)[118]
- Melhor banco na categoria "Atacado e Negócios" do Finanças Mais do Estadão (2024)[119]
- Melhor Gestor de Fundos do Ano e Melhor Performance de Fundo do Ano pela IJ Awards (2024)[120]
- Melhor Banco Privado para Planejamento Sucessório na América Latina pela PWM/The Banker Private Banking Awards (2024)[121]
- O melhor banco privado da América Latina para pessoas físicas de alto patrimônio pelo Euromoney (2023)[122]
- Prêmio Consumidor Moderno - Categoria Investimentos (2023)[123]
- Melhor Plataforma do Brasil nas categorias Geral e Varejo, pelo FGV (2023)[124]
- Melhor Voluntariado do Ano - BTG Soma - pelo Prêmio Aplaude (2023)[125]
- Top Inovações em Finanças - ESG - pela Global Finance (2023)[126]
- Prêmio Finanças Sustentáveis na América Latina, pela Global Finance, em quatro categorias: Liderança em Finanças Sustentáveis; Liderança em Transparência de Sustentabilidade; Financiamento Sustentável em Mercados Emergentes; Liderança em Títulos Sustentáveis (2023)[127]
- Melhor Inovação Financeira (boostLAB) pela Global Finance (2020, 2021, 2022, 2023 e 2024)[128][129][130][131]
- Melhor Banco Privado pelo Euromoney (2022 e 2023)[132][133]
- Melhor Banco do Mundo nos Mercados Emergentes pelo Euromoney (2022)[134]
- Melhor Banco no Brasil pelo Euromoney (2022)[135]
- Melhor Banco da América Latina em Consultoria pelo Euromoney (2022)[136]
- Melhor Banco para PMEs no Brasil pela Global Finance, prêmio SME Bank Awards (2022 e 2024)[137]
- Melhor Banco de Investimentos pela Global Finance (2021, 2022 e 2023)[138][139]
- Melhor Banco Privado pela Global Finance (2022 e 2024)[140]
- Melhor Banco de Fusões e Aquisições pela Global Finance (2022 e 2024)[141][142]
- Melhor Banco para Novos Produtos Financeiros do Mundo pela Global Finance (2021, 2022 e 2024)[143]
- Melhor Banco Privado na América Latina pela PWM/The Banker Private Banking Awards (2022 e 2024)[144]
- Melhor Banco Privado no Brasil pela PWM/The Banker Private Banking Awards (2022)[144]
- Melhor Banco Privado na Colômbia pela PWM/The Banker Private Banking Awards (2022)[144]
- Melhor Banco de Investimentos no Brasil pela LatinFinance (2021)[145]
- Melhor Banco do Ano na  América Latina pela LatinFinance (2021)[145]
- Wealh Management do Ano pela LatinFinance (2021)[145]
- Banco Mais Centrado no Cliente, The Global Economics Awards (2021)[146]
- Melhor atendimento ao cliente pela ABT (Associação Brasileira de Telesserviços) (2021)[104]
- Banco com Melhor Iniciativa de Impacto da América Latina e Caribe, no IMPACT Awards, pela Environmental Finance (2021)[147]
- Melhor Experiência Digital na América Latina, Private Bank, pela PWM Wealth Tech Awards (2020);[148]
- Melhor Performance de Banco do Brasil pela The Banker / Financial Times (2020 e 2024)[149][150]
- Melhor Crescimento de Banco do Brasil pela The Banker / Financial Times (2020 e 22024)[151][150]
- Melhor Rentabilidade de Banco do Brasil pela The Banker / Financial Times (2020 e 2024)[152]
- Melhor Eficiência Operacional de Banco do Brasil pela The Banker / Financial Times (2020)[149]
- Melhor Solidez de Banco do Brasil pela The Banker / Financial Times (2020 e 2024)[152][150]
- Melhor Gestora de Renda Fixa no Chile pela Morningstar Fund Awards (2020)[153][154]
- Melhor Equipe Equity Sales pela Institutional Investor (2020)[155]
- Melhor Equipe Research pela Institutional Investor (2020)[156]
- Melhor Banco de Investimentos no Brasil pela Euromoney, World Finance (2019, 2020 e 2024)[157][158]
- Premiado na categoria Melhores Fundos Imobiliários da InfoMoney (2020)[159][160]
- Prêmio iBest 2020 - Top 3 pelo Júri Popular e Oficial na categoria Corretoras Digitais[161]
- Prêmio iBest 2020 - Top 3 pelo Júri Oficial na categoria Economia e Negócios com a Exame[161]
- Melhor Banco de Investimentos no Brasil pela LatinFinance (2019)[162]
- Melhor Banco de Investimentos na América Latina pela LatinFinance (2019)[163]
- Melhor Wealth Management pela LatinFinance (2019)[164]
- Melhor Private Bank no Brasil pela Euromoney, Global Finance e World Finance (2019)[165][166]
- Melhor Banco de Investimentos em Mercados Emergentes pela Euromoney (2019)[167]
- Melhor Time de Research do Brasil e da América Latina pela Institutional investor (2019, 2021, 2022, 2023 e 2024)[168][169]
- BTG Pactual Digital é eleito melhor banco para investir em 2018 pela FGV[170]
- Eleito  melhor Fundo Macro Global em 2018 pela Investor Choice Awards[171]
- Eleito melhor gestor de fortunas pela World Finance (2017, 2018 e 2024)[172][173][174]
- BTG Pactual é eleito o Melhor Banco Especializado do país em 2018 no ranking “As Melhores da Dinheiro”[175]
- Líder em Fusões e Aquisições (M&A, na sigla em inglês) em 2017, segundo Bloomberg[176]
- Eleito como melhor “solução financeira” no Prêmio Master Imobiliário do Estadão com o Fundo do BTG Pactual (2017)[62]
- Melhor banco de Equities Sales do Brasil no ranking da Institutional Investor (2017 e 2024)[177]
- Wealth Management escolhida o Melhor Private Bank do Brasil pelas revistas The Banker e Euromoney (2013)[178]
- Líder em volume e número de transações de renda fixa de empresas brasileiras no mercado internacional (Dealogic, 2013) e em operações de M&A no Brasil (Thomson Reuters, 2013)[179]
- Eleito o Banco de Investimentos mais inovador da América Latina pela The Banker (2013) e o Melhor Banco de Investimentos do Brasil e do Chile pela World Finance (2013)[180]
- Líder em emissões de ações na América Latina desde 2004 (Dealogic) e no Brasil (Bloomberg, 2012), eleita a Melhor Merger & Acquisition House (Brasil) e a Melhor Equity House (Brasil, Chile e América Latina) pela Euromoney (2013)[181]
- Líder em Sales & Trading na América Latina (2013) e no Brasil (2013,  2012 e 2024) pela Institutional Investor[182]
- Asset Management eleita a Melhor Gestora de Fundos do Brasil pela revista Exame/FGV por dois anos consecutivos (2011 e 2012)[183][184]

## Vendas
O banco de investimento era detentor de 23% da Rede D'Or São Luís, a maior rede de hospitais privados do país. Em dezembro de 2015, o BTG Pactual informou ter vendido sua participação na empresa ao fundo soberano de Cingapura GIC, em um negócio que totalizou aproximadamente R$ 2,38 bilhões.
Em 2016, o Itaú Unibanco informou que fechou a compra da participação de 81,94% do BTG na empresa de recuperação de crédito Recovery do Brasil Consultoria, por R$ 640 milhões. No mesmo ano, o BTG Pactual Participations firmou contrato de venda com a Legion Holdings da totalidade das ações detidas na Lojas Leader.

## Controvérsias
Tanto o banco quanto André Esteves estiveram envolvidos em investigações que foram encerradas e que culminaram na absolvição deles.

### Erro Judiciário
Em 2016, o então presidente do BTG Pactual, André Esteves, foi acusado, sendo por fim absolvido, de obstrução à Justiça em 2015. No mesmo ano, uma investigação interna do BTG, realizada de maneira independente por um Comitê Especial, concluiu que não existiam indícios para suportar as alegações contra André Esteves, o BTG Pactual ou seus empregados.
Em 1º de setembro de 2017, um procurador do Ministério Público Federal (MPF) pediu a absolvição do banqueiro André Esteves no caso. No dia 12 de julho de 2018, o banqueiro foi absolvido pelo Juiz Federal Ricardo Soares Leite, da 10ª Vara Federal do Distrito Federal.No mesmo ano, durante sessão do Supremo Tribunal, o ministro Gilmar Mendes e o Ministro Teori Zavascki, comentaram o caso de André Esteves, onde verificaram ser um caso palmar de erro judiciário, inequívoco.

### Operação Conclave
O BTG Pactual foi investigado pela Operação Conclave em 2017, que apurava a compra de parte do Banco PAN pela Caixa Econômica Federal em 2009. O banco afirmou que não teve participação nessa transação e que só adquiriu o controle do PAN em 2011, após uma intervenção do Fundo Garantidor de Crédito (FGC) para salvar o banco fundado por Silvio Santos. Nenhum material foi apreendido nos escritórios do BTG na operação.

### Processos administrativos
O banco enfrentou alguns processos administrativos da Comissão de Valores Mobiliários (CVM) entre 2015 e 2019, mas foi absolvido. Em 2015, o banco foi acusado de usar informação privilegiada na venda de ações da CCX, mas não foi condenado. Em 2018, a XP Investimentos processou o banco por suposto uso de informação privilegiada no IPO da XP, mas um juiz não encontrou provas disso em 2019. O BTG Pactual também processou a XP Investimentos por dano de imagem. Em 2018, o banco pagou R$2,7 milhões para encerrar um processo por spoofing. Em 2019, o banco foi investigado por uma indicação ao conselho da Gerdau, mas foi absolvido pela CVM.